# Miñiques
Der Miñiques ist ein erloschener Vulkan im Altiplano in der Anden-Westkordillere in Nord-Chile.

## Beschreibung
(
)

Der Miñiques gehört zur Westkordillere der Zentralanden in Nordchile. Er steht im Altiplano relativ isoliert von den benachbarten Bergen. Über die an seinem Fuß auf durchschnittlich 4100 m gelegenen Ebene erhebt er sich etwa um die 2800 m mit nach oben zunehmend steiler werdenden Flanken. Er hat mehrere Gipfel die weithin sichtbar sind. Der höhere Südgipfel (23° 49′ 0″ S, 67° 45′ 30″ W) erreicht 5910 m und der etwas niedrigere Nordgipfel (23° 48′ 12″ S, 67° 45′ 22″ W) 5790 m. Eine Kante rund 500 m südöstlich vom Südgipfel entfernt bildet einen Nebengipfel (23° 49′ 13″ S, 67° 45′ 20″ W) mit zirka 5850 m. Westlich schließt sich ein rund 4900 m liegendes Plateau an, mit einem weiteren Nebengipfel (23° 49′ 3″ S, 67° 47′ 38″ W) mit 4970 m. In Gipfelnähe auf 5450 m und 5500 m gibt es zwei Kraterseen, eingebettet in Mulden mit 150 bis 200 m Wandhöhe.
Der Miñiques ist ein erloschener Vulkan. Sein Vulkankegel ist aufgebaut aus pleistozänen Daziten und Andesiten.
Die Region, in der er sich befindet, gehört zum Sommerregengebiet der Atacama-Wüste. Es gibt nur wenig Vegetation. Am Berg beträgt die Vegetationsbedeckung ab 4500 m lediglich 10 bis 15 %. Es gibt keine Vergletscherung.

## Lokales Bergheiligtum

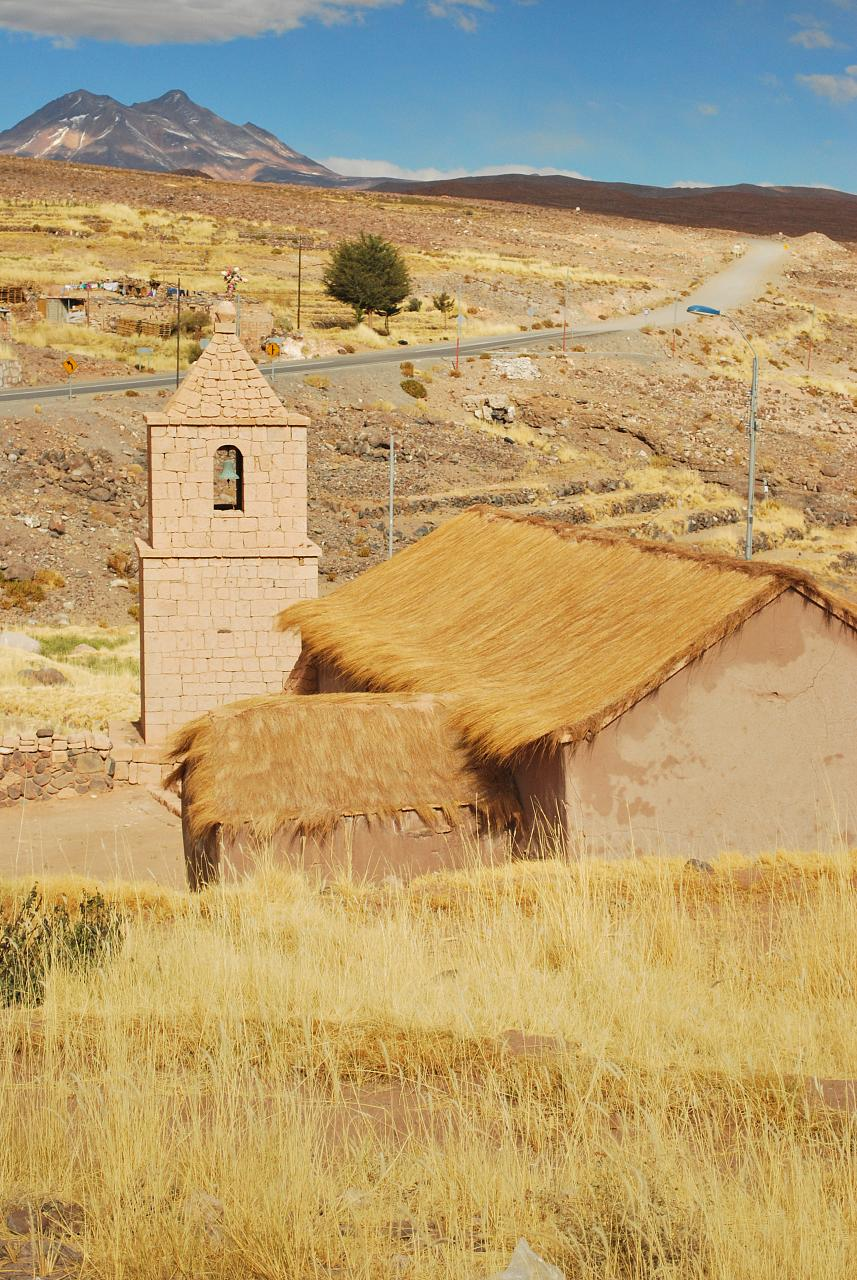
Die Kirche von Socaire wurde in Anpassung an die lokale indigene Mythik auf den Miñiques ausgerichtet.

Die zum Miñiques nächstgelegene Siedlung ist die indigene Atacameño-Gemeinde Socaire (23° 35′ S, 67° 53′ W, 3274 m). Sie befindet sich nordwestlich vom Berg in fast 30 km Entfernung. Der Kegel des Miñiques ist dort, zusammen mit dem Tumisa (23° 28′ S, 67° 49′ W, 5658 m), Lausa (Lejía) (23° 33′ S, 67° 46′ W, 5793 m), Chiliques (23° 35′ S, 67° 42′ W, 5778 m) und Ipira (Miscanti) (23° 40′ S, 67° 43′ W, 5613 m) Teil des sichtbaren Horizonts. Diese fünf Berge werden von den Einheimischen als die Finger einer sich im Gelände abzeichnenden gigantischen offenen linken Hand wahrgenommen, wobei der Miñiques den kleinen Finger repräsentiert.
Für die Gemeinde sind diese Berge wichtige sakrale Landschaftsmerkmale am Horizont, mit optischen Verbindungslinien zu einer zentralen Kultstätte. Sie dienen als Elemente eines lokalen Sonne-Mond-Kalenders, mit dessen Hilfe gemeinschaftliche Aktivitäten im Jahresverlauf terminiert werden. Die Kalenderlinien laufen an der katholischen Kirche zusammen. Der Lehmbau aus dem 16. Jahrhundert ist mit seinem Dachfirst und dem Glockenturm auf den Miñiques ausgerichtet über dem aus dieser Perspektive das Kreuz des Südens steht.
Der Miñiques ist schon seit prähistorischen Zeiten ein Bergheiligtum. In Gipfelnähe gibt es mehrere prähistorische Kultstätten, darunter archäologische Überreste der Inka.